# François Thijssen
François Thijssen (auch Frans Thijsz) war ein holländischer Kapitän des 17. Jahrhunderts. Er wurde bekannt durch das Kartographieren von Teilen der Südküste Australiens.
Er war Kapitän des Schiffes Gulden Zeepaerdt (Goldenes Seepferd), das am 22. Mai 1626 von Vlissingen nach Batavia in See stach. An Bord befanden sich 220 Siedler auf ihrem Weg nach Java. Ein Passagier war der hochrangige Vertreter der VOC Pieter Nuyts (1598–1655) mit seinem Sohn.
Nach einem Zwischenstopp am Kap der Guten Hoffnung wollte man über den Indischen Ozean nach Batavia segeln. Vom Kurs abgekommen, erreichte das Schiff am 26. Januar 1627 die Gegend um Kap Leeuwin in Westaustralien.
Zu Ehren seines Gastes wurde das Land ’t Land van Pieter Nuyts (Das Land von Pieter Nuyts) getauft. Thijssen kartographierte anschließend rund 1600 km australische Küste von Albany bis nach Ceduna. Darunter auch die Inseln Sint François und Sint Pieter, die er nach seinem und Nuyts’ Vornamen benannte. Diese Meeresgegend heißt bis heute Nuyts Archipel.
Erst am 10. April 1627 erreichte die Gulden Zeepaerdt Batavia.